# Peddelen

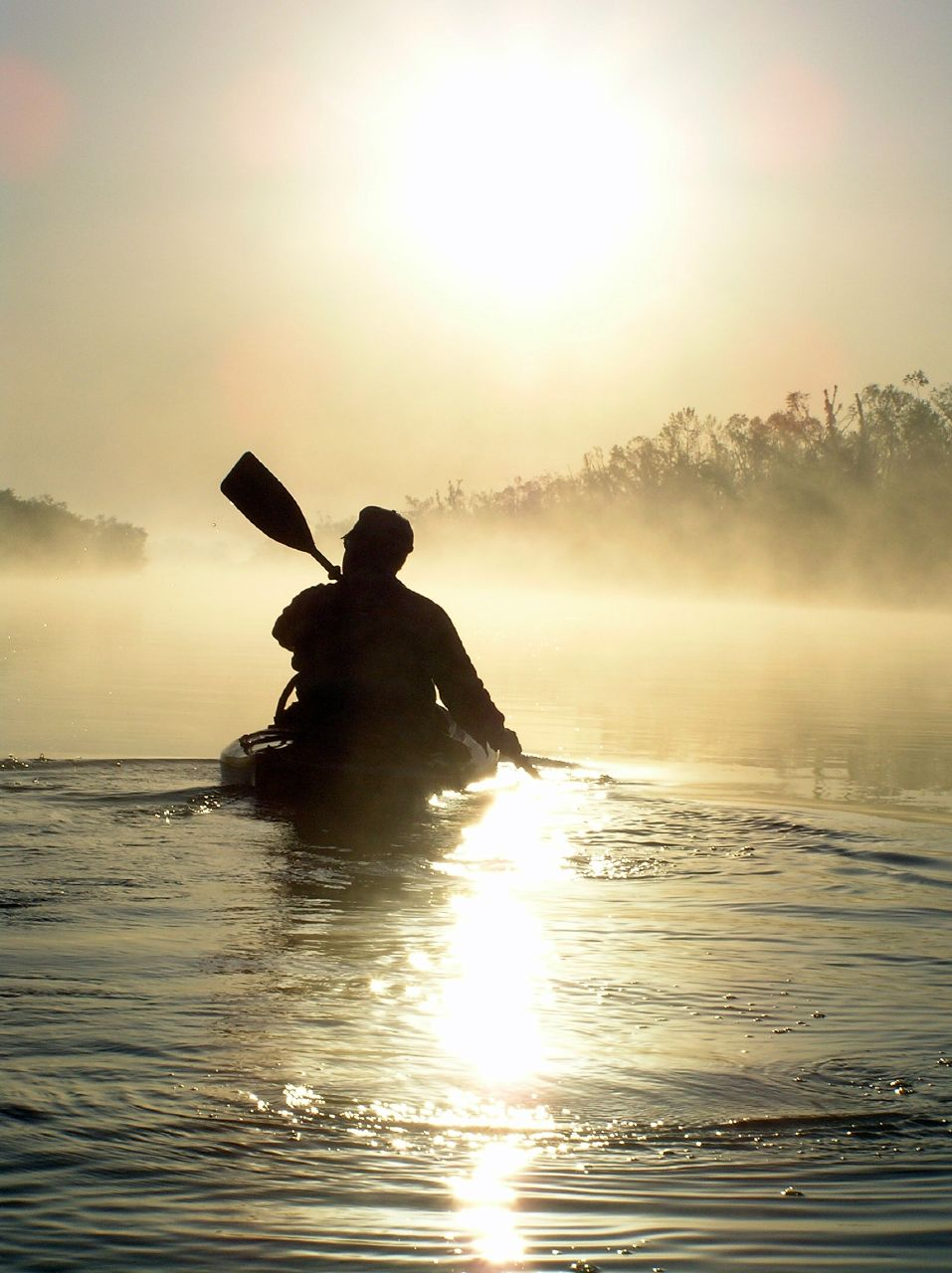
Peddelaar.

Peddelen is het voortbewegen van een (meestal) kleine boot, door met het gezicht voorwaarts een los in de hand gehouden peddel door het water te bewegen. Dit in tegenstelling tot roeien waar de roeier meestal met de rug naar voren zit en de roeiriem via een draaipunt (een dol) met de boot verbonden is.
Afhankelijk van het type boot en de toepassing kan een enkel- of dubbelbladige peddel gebruikt worden. Een enkelbladige peddel wordt ook wel steekpeddel genoemd. De dubbelbladige peddel wordt met name toegepast bij de kajak, open kano's zoals onder andere de Drakenboot worden met enkelbladige peddels gevaren.

## Techniek enkelbladige peddel
Omdat de voortstuwing met een enkelbladige peddel asymmetrisch is, krijgt een kano de neiging om een bocht te varen: gieren. Deze koersafwijking kan worden tegengegaan door van zijde te wisselen, iets wat eigenlijk alleen maar goed werkt bij een hoog slagtempo en een goede wisseltechniek. De gangbare methode is dat de solo- of hekvaarder correctieslagen zoals de J-slag, draaislag of roerslag maakt. Daarbij wordt tijdens of na de voorwaartse slag een zijdelingse kracht uitgeoefend om deze koersafwijking van de boot direct te corrigeren.
Bochten kunnen gemaakt worden door aan één kant alleen maar (langere) voorwaartse slagen te maken of juist door van kant te wisselen, of door het uitvoeren van de diverse trek-, duw- of  boogslagen.

## Techniek dubbelbladige peddel
De asymmetrische aandrijving is in zekere zin afwezig bij de dubbelbladige peddel doordat er direct na de voorwaartse slag aan de ene kant van de boot een voorwaartse slag aan de andere kant van de boot gedaan wordt. Wel worden de beide peddelbladen vaak enigszins verdraaid ten opzichte van elkaar aan de steel gemonteerd, vanwege de verminderde luchtweerstand van het bovenste blad bij de terughaal door de lucht. Ook kan daarmee aan de natuurlijke draaiing tegemoetgekomen worden als de peddel strak in een hand en losjes in de andere gehouden wordt. De kracht van de voortstuwing moet voornamelijk uit de duwkracht van de bovenste arm en de rotatie van het bovenlichaam komen. Op deze manier worden meer en sterkere spieren gebruikt dan wanneer alleen met de arm aan de peddel getrokken wordt.
Bochten kunnen o.a. gemaakt worden door aan één kant één of meer boogslagen te maken, de peddel naast het achterschip te steken en als roer te gebruiken of, in extreme gevallen, door aan één kant achteruit te peddelen.